# Vụ nổ súng biên giới Việt Nam – Trung Quốc 2014
Vào ngày 18 tháng 4 năm 2014, một nhóm mười sáu công dân Trung Quốc mà về sau được xác định là người dân tộc Duy Ngô Nhĩ đã nổ súng bắn trả bộ đội biên phòng Việt Nam sau khi tịch thu súng của họ khi họ đang bị giam giữ để trao trả cho Trung Quốc. Năm người Duy Ngô Nhĩ và hai lính biên phòng Việt Nam thiệt mạng trong vụ việc. Mười trong số những thủ phạm người Duy Ngô Nhĩ là nam giới và số còn lại là phụ nữ hoặc trẻ em.

## Diễn biến
Cuộc đối đầu bắt đầu sau khi lính biên phòng bắt giữ những người di cư vào khoảng giữa trưa bên trong một đồn biên phòng với ý định trao trả họ cho chính quyền Trung Quốc. Một số tù nhân đã chộp lấy một hoặc nhiều khẩu súng trường tấn công AK-47 từ toán lính biên phòng rồi nổ súng chống cự. Hàng trăm cảnh sát và bộ đội biên phòng bèn bao vây tòa nhà trong thời gian bế tắc và kêu gọi những người di cư bên trong buông súng đầu hàng. Một số người di cư chết do tự sát, số khác bị công an và bộ đội biên phòng Việt Nam bắn chết.